# 가나야사와역
가나야사와역(일본어: 金谷沢駅)은 일본 아오모리현 무쓰시에 위치한 동일본 여객철도 오미나토 선의 철도역이다. 단선 승강장 1면 1선의 구조를 갖춘 지상역이다.

## 역 주변
- 국도 제279호선
- 무쓰 만

## 역사
- 1953년 6월 10일 : 개업.
- 1987년 4월 1일 : 일본국유철도 분할 민영화에 의해, 동일본 여객철도가 승계.

## 인접 역
| 동일본 여객철도 오미나토 선 | 동일본 여객철도 오미나토 선 | 동일본 여객철도 오미나토 선 |
| --------------------------- | --------------------------- | --------------------------- |
| 지카가와 노헤지 방면        | ■ 오미나토 선               | 아카가와 오미나토 방면      |